# Aeroporto Daocheng Yading
O Aeroporto Daocheng Yading (IATA: DCY, ICAO: ZUDC) (em chinês: 稻城亞丁機場), serve o condado de Daocheng, Sujuão é o mais elevado do mundo, com altitude de 4411 metros. A abertura do aeroporto fez diminuir o tempo de viagem entre Daocheng e Chengdu para uma hora, quando antes era preciso uma viagem de autocarro de dois dias.
As companhias e destinos que serve são:
| Companhias       | Destino                                       |
| ---------------- | --------------------------------------------- |
| Air China        | Chengdu.                                      |
| Sichuan Airlines | Chengdu, Chongqing, Hangzhou, Kangding, Xi'an |